# Saint-Salvadour
Saint-Salvadour település Franciaországban, Corrèze megyében. Lakosainak száma 317 fő (2022. január 1.). Saint-Salvadour Bar, Beaumont, Chamboulive, Orliac-de-Bar és Seilhac községekkel határos.

## Népesség
A település népessége az elmúlt években az alábbi módon változott:
| Lakosok száma | 442  | 344  | 292  | 291  | 320  | 320  | 300  | 290  | 288  | 317  |
|               | 1968 | 1982 | 1990 | 2006 | 2013 | 2015 | 2017 | 2019 | 2020 | 2022 |